# David Friedrich Weinland

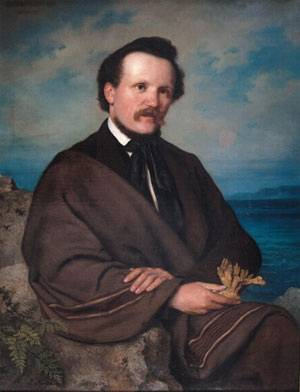
David Friedrich Weinland

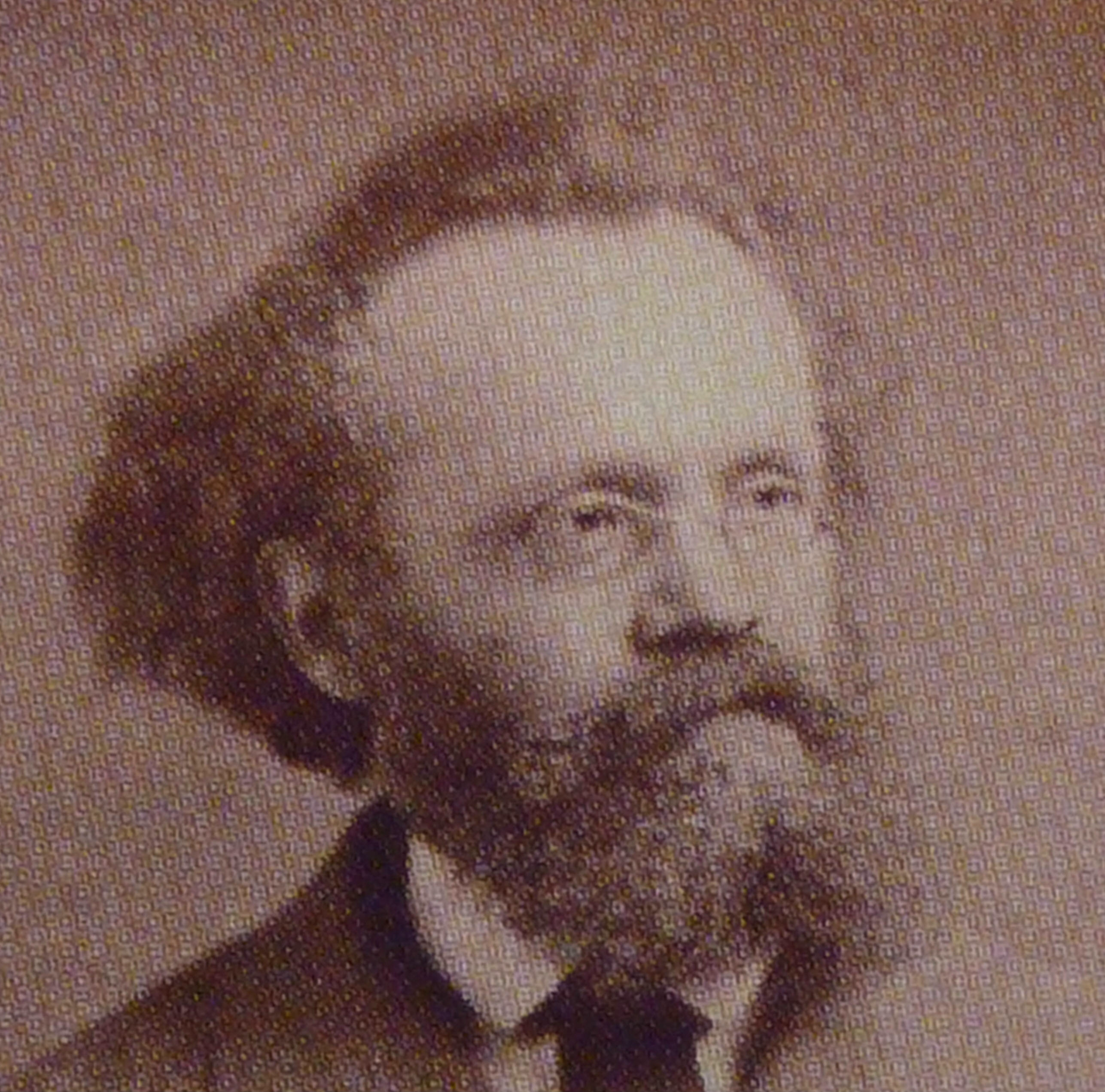
David Friedrich Weinland, Fotografie von Erwin Hanfstaengl, 1880

David Friedrich Weinland (* 30. August 1829 in Grabenstetten, Württemberg; † 19. September 1915 auf dem Hofgut Hohen-Wittlingen bei Urach) war ein deutscher Zoologe und Jugendschriftsteller.

## Leben
Christoph David Friedrich Weinland, Sohn des Pfarrers August Weinland, zeigte bereits in seiner Jugend großes Interesse für die erdgeschichtliche Vergangenheit seiner Heimat. Er besuchte 1843 bis 1847 das Evangelisch-Theologische Seminar in Maulbronn und studierte anschließend als Stipendiat des Tübinger Stifts Theologie. Nebenher hörte er bereits naturwissenschaftliche Vorlesungen und verlegte sich nach seinem Examen in Theologie ganz auf die Naturwissenschaften. Dieses Studium schloss er 1852 mit einer Dissertation über die Urzeugung ab.
Nach der Tätigkeit als Assistent am Zoologischen Museum in Berlin ging er an die Harvard University (USA), wo er unter Louis Agassiz am Museum für Vergleichende Zoologie arbeitete. Während seiner Zeit in Amerika bereiste er Kanada, Mexiko sowie die Karibik und besonders Haiti, wo er völkerkundliche Studien betrieb und das Wachstum der Korallen untersuchte. 1857 wurde er in die American Academy of Arts and Sciences gewählt. Zurück in Deutschland, war Weinland von 1859 bis 1863 Direktor des Zoologischen Gartens in Frankfurt am Main. Aus gesundheitlichen Gründen musste er diese Stellung aufgeben. 1860 wurde er Mitglied der Leopoldina. Von 1876 bis 1883 hatte er seinen Wohnsitz im Haus Hafenmarkt 9 in Esslingen.  Den Rest seines Lebens verbrachte er als Privatgelehrter auf dem Hofgut Hohen-Wittlingen bei Urach (Württemberg), das jetzt mitsamt dem Dorf Wittlingen zur Stadt Bad Urach gehört – in der Nähe der von ihm sogenannten Tulkahöhle, in der sein Roman Rulaman spielt.
Weinland war Mitglied der Naturforschenden Gesellschaft zu Emden.
Sein Sohn war der Professor für Pharmazeutische Chemie Rudolf Friedrich Weinland (1865–1936).

## Leistungen
Eine weltweite Bekanntheit und Anerkennung fand Weinland durch sein Buch Rulaman. Ursprünglich wollte er damit seinen Söhnen und deren Altersgenossen Kenntnisse über das Leben ihrer Vorfahren im Bereich der Schwäbischen Alb vermitteln. Diese Erzählung, erstmals veröffentlicht 1878 im Otto Spamer Verlag Leipzig und in der Folgezeit in mehrere Sprachen übersetzt, ist immer noch im Buchhandel erhältlich.

## Veröffentlichungen
Jugendbücher
- Rulaman. Erzählung aus der Zeit des Höhlenmenschen und des Höhlenbären. 1878
  - Nachdruck: Knödler-Verlag, Reutlingen 2009. ISBN 978-3-87421-137-6
- Kuning Hartfest. Ein Lebensbild aus der Geschichte unserer deutschen Ahnen, als sie noch Wuodan und Duonar opferten. 1879
  - Nachdruck Knödler-Verlag, Reutlingen 1990. ISBN 978-3-87421-172-7